# Railroad Giant
Railroad Giant is een tycoonspel uit 2003. Doel van het spel is het opzetten van een goedlopend spoorbedrijf met een goed treinnetwerk.

## Doel
Het jaartal is 1830 en het is de bedoeling dat de speler met een net opgezette treinmaatschappij een verbinding moet opzetten die het Westen met het Oosten van de VS verbindt. Het spel start met slechts een station. De speler moet rekening houden met gevaren, zoals wilde dieren, bandieten, saboteurs, indianen, die hij door het inhuren van experts kan bestrijden.